# فودي تراوري
فودي تراوري مواليد 5 أكتوبر 1999 في موريتانيا، هو لاعب كرة قدم موريتاني يلعب في نادي الإعتماد السعودي.